# 佐竹義和
佐竹 義和（さたけ よしまさ）は、江戸時代中期から後期にかけての大名。出羽国久保田藩の第9代藩主。佐竹氏第27代当主。通称は次郎。官位は従四位下・侍従、右京大夫。号は泰峨、知足斎、突故斎、日新斎、荷風亭など。

## 生涯
佐竹義敦（曙山）の長男。生母は側室三木清（清瀧、三木宇平太の娘）。幼名は直丸。
安永7年（1778年）12月25日に藩主・義敦の嫡子となる。天明5年（1785年）7月26日に父の死去により家督を相続する。天明8年（1788年）10月15日、11代将軍・徳川家斉に御目見する。同年12月16日従四位下侍従、右京大夫に叙任される。
寛政元年（1790年）3月、藩校（のちの「明徳館）を設立する。同年4月23日、初めてお国入りする許可を得る。寛政2年（1791年）、栗田定之丞を砂留役に任じ風の松原など防砂林の造成・保全に当たらせた。寛政4年（1792年）、産物方を設置し河辺郡で養蚕指導をしていた石川滝右衛門を支配人に任じ、商品作物や春慶塗、川連漆器、白岩焼などの工芸品の生産を奨励させた。寛政5年（1793年）、辛労免高を開始し、蔵入地、家臣知行地によらず耕作を援助した。寛政7年（1795年）、蔵入地、家臣知行地の農政を統括させる藩内の各郡に郡奉行を設置した。文化2年（1805年）、賀藤景林を御財用吟味役木山方勤務兼帯とし林政改革当たらせ、また栗田定之丞による防砂林保全活動を継続させた。
文化4年（1807年）、露米会社武装集団によって択捉島が襲撃される、シャナ事件（文化露寇）が勃発したため幕府より蝦夷地警備が命ぜられ、陣場奉行の金易右衛門ら約600人を派遣する。文化11年（1814年）、石川滝右衛門の献言により絹方役所を設置し、滝右衛門をその支配人としたが技術不足から売り上げが伸び悩み3千両の赤字を出し失敗した。また、菅江真澄に出羽国の地誌を作って欲しいと依頼した。文化12年（1815年）7月8日、久保田城において死去。享年41。
詩歌や書画に造詣が深く、数多くの作品を残している。

## 秋田蕗
義和は江戸で、この傘の代わりにもなるアキタブキの自慢をしたところ、他の大名から信じてもらえなかった。そこで藩主の名誉のために、領民は山野を捜索して1本の巨大フキを発見した。それを江戸に運び、藩主の名誉を回復したという。これによって、傘代わりにもなるこのフキの存在が国中に知られることとなったとするエピソードがある。しかし、このエピソードの初出は馬場文耕が秋田騒動を描いた『秋田杉直物語』に佐竹義峯の事として載っている逸話で、馬場文耕は宝暦8年12月29日（1759年1月27日）に処刑されているので、佐竹義和のエピソードとするのには矛盾が発生する。また、山本周五郎の小説『蕗問答』（1940年）では、義和の父である佐竹義敦のエピソードとされている。

## 主な著作
- 『御道の記』
- 『千町田の記』
- 『秋田つれづれ草』

## 系譜
子女は3男3女。
- 父：佐竹義敦（1748-1785）
- 母：清（桂寿院、清瀧）（1755-1829） - 三木宇平太の娘
- 正室：弥（仙松院）（1772-1816） - 堀田正順の娘
  - 長女：霊性院（1803-1805） - 夭折
- 側室：三代嶋（玲光院）（1792-1821） - 北川一善の養女、渋谷雄徳の娘
  - 長男：佐竹義厚（1812-1846）
  - 次男：直千代（1813-1818） - 夭折
- 側室：近藤氏
  - 次女：節（本光院）（1811-1825） - 松平容敬正室
  - 三男：佐竹義尹（1815-1838）
  - 三女：利瑳（浄智院）（1813-1822） - 前田斉泰婚約者
- 養子
  - 養女：島津斉宣側室 - 鈴木勝直の娘

## 家臣

### 武鑑掲載の家臣
文化3年（1806年）刊行の須原屋茂兵衛武鑑に掲載される主要家臣は下のとおり。なお、刊行の都合で内容は文化3年（1806年）以前の可能性が高い。
家老
- 佐竹河内
- 佐竹将監
- 佐竹左衛門
- 佐竹隆之助
- 岡本又太郎
- 小野岡大和
- 大越十郎兵衛
- 疋田斎（諱は厚綱。号は松塘）
- 小野崎庄九郎

用人
- 藤井監物（諱は俊徳）
- 田代新右衛門
- 赤須平馬
- 関多仲
- 武藤東衛門

御城使（江戸留守居）
- 平沢平角（諱は常富。戯作者「朋誠堂喜三二」の名で知られる。）
- 平沢為八（平角の子）
- 安田敬蔵

## 偏諱を受けた人物
- 渋江和光（家臣、渋江厚光の父）
- 多賀谷和経（家臣、多賀谷厚孝の父）
- 伊達和宗（家臣、伊達敦重の子）

## 関連作品
わらび座ミュージカル『龍角散Presents・ゴホン！といえば』（2022年、脚本・演出：マキノノゾミ、佐竹義和と義堯、その他：内田勝之）